# Ržavki
Ržavki (in russo Ржавки?) è una cittadina della Russia europea centrale, situata nell'oblast' di Mosca. Apparteneva al Solnečnogorskij rajon.
Sorge nella parte centrale dell'oblast', pochi chilometri a nordovest della capitale Mosca, lungo l'importante autostrada M10.